# Campionato mondiale cadetti di scherma 2010
Il Campionato mondiale cadetti di scherma del 2010 ("2010 World Cadets Fencing Championships") è stato organizzato dalla Federazione internazionale della scherma e si è svolto a Baku in Azerbaigian dal 3 al 4 aprile.
Nel fioretto, si sono aggiudicati i titoli del campionato mondiale lo statunitense Alexander Massialas, che ha battuto in finale l'italiano Edoardo Luperi, e la statunitense Lee Kiefer che ha avuto la meglio sull'italiana Camilla Mancini.
Nella spada il tedesco Nikolaus Bodoczi ha battuto in finale il coreano Byeungchan Jung, ottenendo il titolo mondiale cadetti maschile, mentre tra le donne l'italiana Alberta Santuccio ha superato la coreana Hyewon Lee.
Nella sciabola il tedesco Riccardo Hübers prevale sul tedesco Massimiliano Kindler, mentre l'ucraina Alina Komashchuk ha battuto l'ucraina Maryna Semenko.

## Podi

### Uomini
| Specialità  | Oro                 | Argento              | Bronzo                               |
| Individuali |                     |                      |                                      |
| Fioretto    | Alexander Massialas | Edoardo Luperi       | Race Imboden Kirill Lichagin         |
| Spada       | Nikolaus Bodoczi    | Byeungchan Jung      | Yuval Shalom Freilich Roman Svichkar |
| Sciabola    | Riccardo Hübers     | Massimiliano Kindler | Leonardo Affede Artur Okunev         |

### Donne
| Specialità  | Oro               | Argento         | Bronzo                       |
| Individuali |                   |                 |                              |
| Fioretto    | Lee Kiefer        | Camilla Mancini | Dora Lupkovics Lianlian Wang |
| Spada       | Alberta Santuccio | Hyewon Lee      | Sheng Lin Amalia Tataran     |
| Sciabola    | Alina Komashchuk  | Maryna Semenko  | Anna Marton Jiyeon Seo       |

## Medagliere
| Pos.   | Nazione       | Oro | Argento | Bronzo | Totale |
| ------ | ------------- | --- | ------- | ------ | ------ |
| 1      | Germania      | 2   | 1       | 0      | 3      |
| 2      | Stati Uniti   | 2   | 0       | 1      | 3      |
| 3      | Italia        | 1   | 2       | 1      | 4      |
| 4      | Ucraina       | 1   | 1       | 1      | 3      |
| 5      | Corea del Sud | 0   | 2       | 1      | 3      |
| 6      | Russia        | 0   | 0       | 2      | 2      |
| 6      | Cina          | 0   | 0       | 2      | 2      |
| 6      | Ungheria      | 0   | 0       | 2      | 2      |
| 9      | Israele       | 0   | 0       | 1      | 1      |
| 9      | Romania       | 0   | 0       | 1      | 1      |
| Totale | Totale        | 6   | 6       | 12     | 24     |